# Liste der Biografien/Wib
Liste der Biografien |
Portal Biografien |
Personensuche
# |
A |
B |
C |
D |
E |
F |
G |
H |
I |
J |
K |
L |
M |
N |
O |
P |
Q |
R |
S |
T |
U |
V |
W |
X |
Y |
Z |
?
 
Wa |
Wc |
Wd |
We |
Wh |
Wi |
Wj |
Wl |
Wn |
Wo |
Wr |
Ws |
Wt |
Wu |
Ww |
Wy |
Wz
 
Wia |
Wib |
Wic |
Wid |
Wie |
Wif |
Wig |
Wih |
Wii |
Wij |
Wik |
Wil |
Wim |
Win |
Wio |
Wip |
Wir |
Wis |
Wit |
Wiv |
Wiw |
Wix |
Wiz
Die Liste der Biografien führt alle Personen auf, die in der deutschsprachigen Wikipedia einen Artikel haben. Dieses ist eine Teilliste mit 51 Einträgen von Personen, deren Namen mit den Buchstaben „Wib“ beginnt.

## Wib

### Wiba
- Wibald von Stablo (1098–1158), mittelalterlicher Benediktinerabt
- Wibault, Mathias (* 1985), französischer Skilangläufer
- Wibault, Michel (1897–1963), französischer Luftfahrtpionier
- Wibaut, Constance (1920–2014), niederländische Modeillustratorin und Bildhauerin
- Wibaut-Guilonard, Tineke (1922–1996), niederländische Widerstandskämpferin im Zweiten Weltkrieg und Soziologin

### Wibb
- Wibbeking, Joachim († 1628), Lübecker Kaufmann und Ratsherr
- Wibbeking, Konrad († 1544), Lübecker Kaufmann
- Wibbeking, Paul († 1568), Ratsherr und Bürgermeister der Hansestadt Lübeck
- Wibbelt, Augustin (1862–1947), niederdeutscher Autor und deutscher römisch-katholischer GeistlicherAugustin Wibbelt (1862–1947)

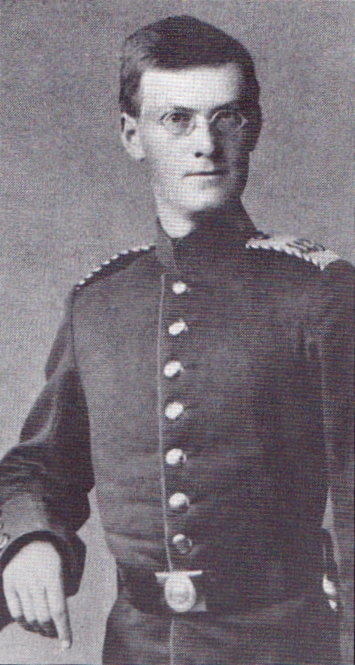
Augustin Wibbelt (1862–1947)

- Wibberding, Anton (1860–1930), deutscher Politiker Bürgermeister in Wattenscheid
- Wibberley, Leonard (1915–1983), irisch-US-amerikanischer Schriftsteller
- Wibbing, Siegfried (1926–2004), deutscher Theologe und Professor
- Wibble, Anne (1943–2000), schwedische Politikerin (Folkpartiet liberalerna) und Finanzministerin (1991–1994)

### Wibe
- Wibe, Pernille (* 1988), norwegische Handballspielerin
- Wibe, Sören (1946–2010), schwedischer Wirtschaftswissenschaftler und euroskeptischer Politiker
- Wibel, August Wilhelm Eberhard Christoph (1775–1813), deutscher Mediziner und Botaniker
- Wibel, Ernst (1802–1863), deutscher Rechtsanwalt und Parlamentarier
- Wibel, Ferdinand (1840–1902), deutscher Chemiker
- Wibel, Hans (1872–1922), deutscher Mittelalterhistoriker und Diplomatiker
- Wibel, Ludwig Conrad Leopold (1768–1833), oldenburgischer Regierungsbeamter und Regierungspräsident
- Wibel, Paul (1848–1897), Lübecker Arzt und Politiker
- Wibel, Wilhelm (1800–1864), deutscher Jurist und Landtagsabgeordneter
- Wiben, Peter († 1545), deutscher Landknecht, Räuber und Pirat
- Wiberg, David (* 1973), schwedischer Künstler, Illustrator und Schauspieler (Komiker)
- Wiberg, Egon (1901–1976), deutscher Chemiker
- Wiberg, Gunnar (1902–1988), schwedischer Orthopäde
- Wiberg, Harald (1908–1986), schwedischer Illustrator
- Wiberg, Kenneth B. (* 1927), US-amerikanischer Chemiker (Physikalische Organische Chemie)
- Wiberg, Martin (1826–1905), schwedischer Rechenmaschinenkonstrukteur
- Wiberg, Nils (1934–2007), deutscher Chemiker
- Wiberg, Pernilla (* 1970), schwedische SkirennläuferinPernilla Wiberg (* 1970)

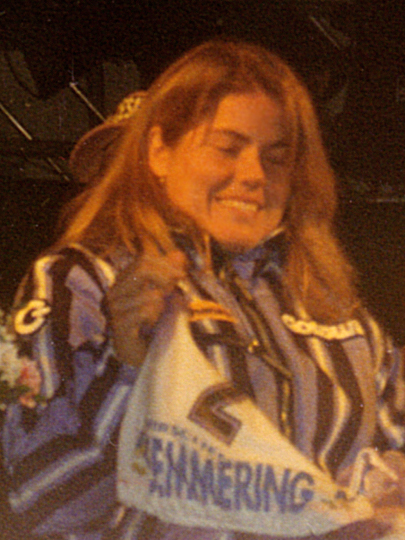
Pernilla Wiberg (* 1970)

- Wiberny, Heiner (* 1944), deutscher Jazzmusiker (Saxophon, Komposition)

### Wibi
- Wibier, Fernon (* 1971), niederländischer Tennisspieler
- Wibiral, Dora (1876–1955), österreichische Kunstgewerblerin, Schriftstellerin und Lehrerin

### Wibl
- Wible, John R. (* 1953), US-amerikanischer Mammaloge, Paläomammaloge und Museumskurator
- Wibling, Joachim (1661–1739), schwedischer Finanzbeamter und Regierungsrat in Schwedisch-Pommern
- Wiblishauser, Frank (* 1977), deutscher Fußballspieler

### Wibm
- Wibmer, Cornelia (* 1979), österreichische Handbikerin
- Wibmer, Fabio (* 1995), österreichischer Mountainbiker
- Wibmer, Franz (* 1962), österreichischer Maler und Grafiker
- Wibmer, Katharina (* 1966), deutsche Videokünstlerin und Musikerin
- Wibmer-Pedit, Fanny (1890–1967), österreichische Schriftstellerin

### Wibo
- Wibom, Madelaine (* 1971), schwedische Opernsängerin (Sopran)
- Wiborada († 926), Inklusin in St. Gallen, Heilige der katholischen KircheWiborada († 926)

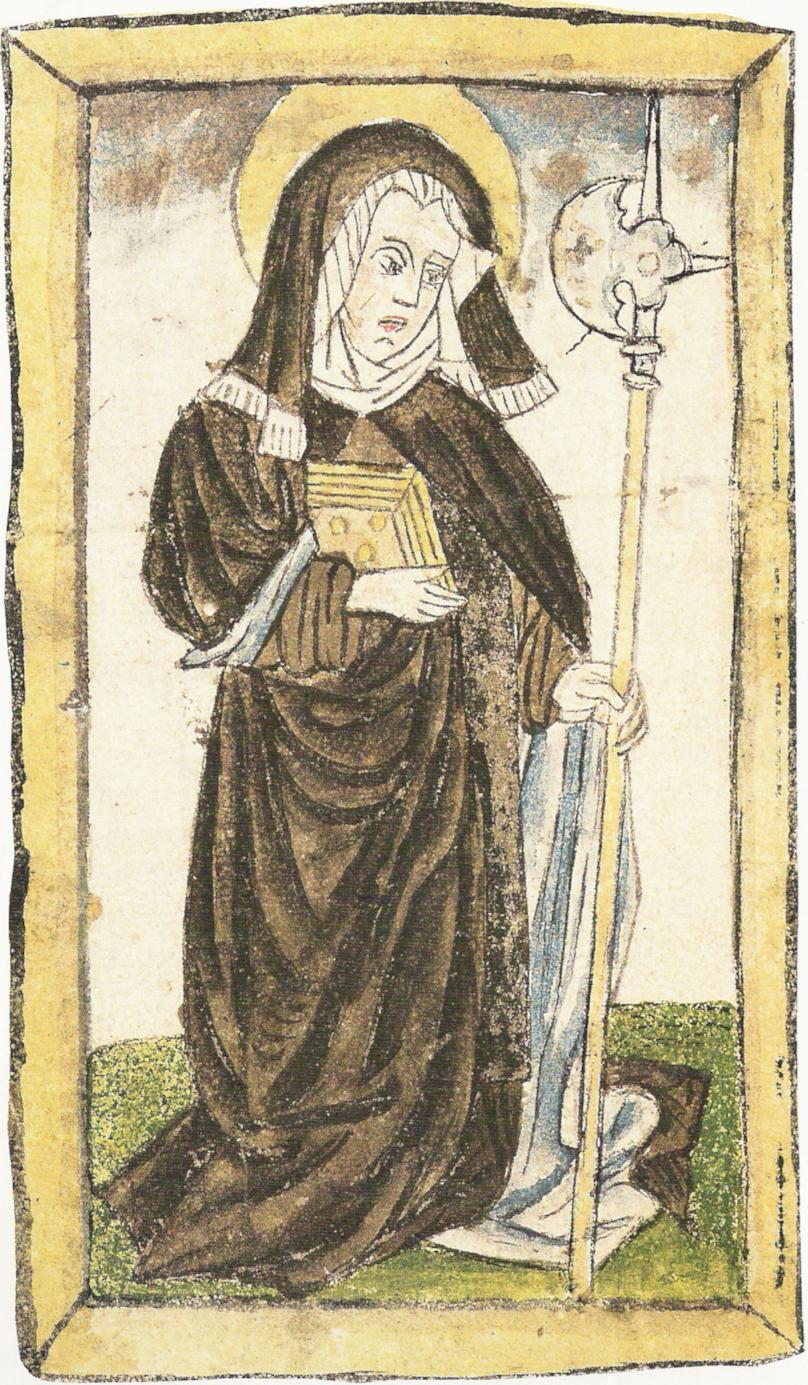
Wiborada († 926)

- Wiborg, Erlend (* 1984), norwegischer Politiker der Fremskrittspartiet
- Wiborg, Georg (1890–1962), deutscher Politiker (CDU), MdL
- Wiborg, Walter (1904–1969), plattdeutscher Autor, Leiter, Darsteller und Spielleiter bei der Niederdeutschen Bühne Rendsburg
- Wibowo, Santi (* 1974), Schweizer Badmintonspielerin
- Wibowo, Suryo Agung (* 1983), indonesischer Sprinter
- Wibowo, Victo (* 1973), indonesischer Badmintonspieler

### Wibr
- Wibrån, Peter (* 1969), schwedischer Fußballspieler